# الزات بریانزا
الزات بریانزا (به ایتالیایی: Alzate Brianza) یک سکونتگاه مسکونی در ایتالیا است که در استان کومو واقع شده‌است.

## خصوصیات
الزات بریانزا ۷٫۷ کیلومترمربع مساحت و ۴٬۸۱۵ نفر جمعیت دارد و ۳۴۱ متر بالاتر از سطح دریا واقع شده‌است.